# Baignoire de Joséphine
Pour les articles homonymes, voir Joséphine.
La Baignoire de Joséphine est un petit lagon de France situé en Martinique, à proximité du François et entourant l'îlet Oscar et l'îlet Thierry.

## Origine du nom
Trois hypothèses sont avancées concernant le nom donné à ce haut-fond :
1. La Baignoire de Joséphine tirerait son nom de l'impératrice Joséphine qui, selon la légende, aimait s'y baigner. Toutefois il est très peu probable que cette créole blanche martiniquaise, originaire des Trois Îlets, soit réellement venue au François avant son départ définitif pour la métropole en 1779.
2. La Joséphine était le nom d'une drague qui venait s'approvisionner à cet endroit pour se fournir en sable.
3. « Joséphine » serait le nom de l'entrepreneur qui a construit la maison se trouvant sur l'îlet Thierry à côté de la-dite baignoire. En effet, aux Antilles, beaucoup de prénoms féminins sont devenus des patronymes. Cette information vient d'une guide touristique qui propose des excursions sur son bateau.

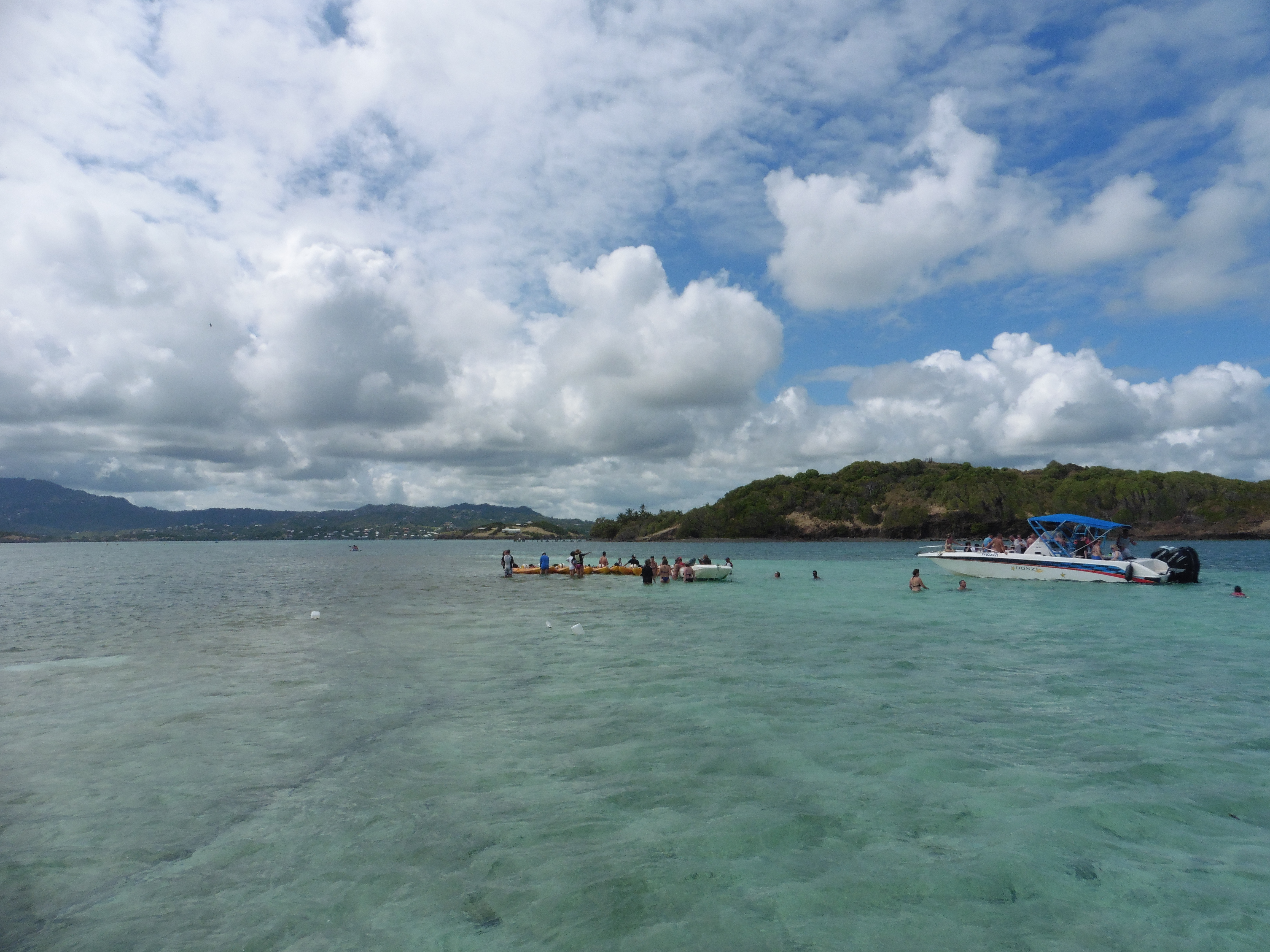
Haut-fond entre les îlets Oscar et Thierry.